# Corridor de Siliguri

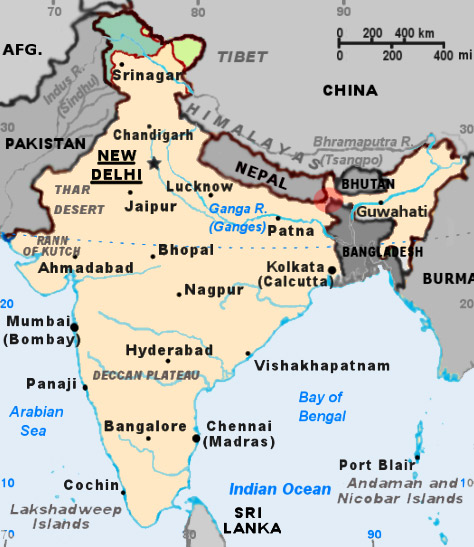
Le corridor de Siliguri, marqué par un disque rouge (au haut à droite de la carte) à l'endroit le plus étroit : une vingtaine de kilomètres entre les frontières népalaise et bangladaise.

Le corridor de Siliguri, appelé également en anglais Chicken's Neck (littéralement « cou de poulet ») est une étroite bande de terre d'une largeur variant de 21 à 40 km, reliant l'Inde du Nord-Est au reste du territoire indien, entre le Bangladesh, au sud (qui en revendique une partie)[réf. nécessaire], et le Bhoutan, le Népal, ainsi que la Chine, au nord.
Le corridor porte le nom de la principale ville qui s'y trouve, Siliguri, très ancienne zone de passages commerciaux et culturels. 
Il existe effectivement depuis 1975, date du rattachement du Sikkim à l'Inde.
Administrativement, cette bande est partagée entre trois États indiens : le Bengale-Occidental, le Bihar et le Sikkim.
Ces dernières années, le Népal, le Bhoutan et le Bangladesh ont proposé de mettre en place dans cet espace une zone de libre-échange permettant de faciliter les échanges commerciaux entre ces quatre pays[réf. nécessaire].
En 2023, dans le cadre d'échanges entre l'Inde et le Népal au sujet de leurs différends territoriaux, le premier ministre népalais Pushpa Kamal Dahal a évoqué l'idée d'une résolution du conflit frontalier de Kalapani par un échange de territoires. Le Népal mettrait fin à ses revendications sur Kalapani, à l'extrémité opposée de son territoire, en échange d'une cession par l'Inde de territoires sur le corridor de Siliguri, qui permettrait au pays d'être frontalier au Bangladesh et de bénéficier d'un accès à la mer plus aisé.   